# Karoline Pichler
Karoline Pichler (ur. 30 października 1994 w Bolzano) – włoska narciarka alpejska, dwukrotna medalistka mistrzostw świata juniorów.

## Kariera
Po raz pierwszy na arenie międzynarodowej Karoline Pichler pojawiła się 28 listopada 2009 roku w Sulden, gdzie w zawodach juniorskich zajęła 23. miejsce w gigancie. W 2011 roku wystartowała na mistrzostwach świata juniorów w Crans-Montana, gdzie jej najlepszym wynikiem było 22. miejsce w supergigancie. Podczas rozgrywanych rok później mistrzostw świata juniorów w Roccaraso zdobyła srebrny medal w rywalizacji drużynowej. Srebrny medal zdobyła także w gigancie na rozgrywanych w 2014 roku mistrzostwach świata juniorów w Jasnej. W zawodach tych rozdzieliła na podium swą rodaczkę, Martę Bassino i Austriaczkę Rosinę Schneeberger.
W zawodach Pucharu Świata zadebiutowała 14 grudnia 2013 roku w Sankt Moritz, gdzie nie ukończyła rywalizacji w supergigancie. Pierwsze pucharowe punkty wywalczyła nieco ponad rok później, 28 grudnia 2014 roku w Innsbrucku, zajmując 23. miejsce w gigancie. W klasyfikacji generalnej sezonu 2014/2015 zajęła ostatecznie 107. miejsce. Nie startowała na mistrzostwach świata ani igrzyskach olimpijskich.

## Osiągnięcia

### Mistrzostwa świata juniorów
| Miejsce | Dzień     | Rok  | Miejscowość   | Konkurencja     | Czas biegu  | Strata   | Zwyciężczyni            |
| ------- | --------- | ---- | ------------- | --------------- | ----------- | -------- | ----------------------- |
| 31.     | 1 lutego  | 2011 | Crans-Montana | Zjazd           | 1:32,11 min | +3,96 s  | Lotte Smiseth Sejersted |
| DNF2    | 2 lutego  | 2011 | Crans-Montana | Gigant          | 2:28,27 min | -        | Sara Hector             |
| 38.     | 3 lutego  | 2011 | Crans-Montana | Slalom          | 1:40,32 min | +18,19 s | Jessica Depauli         |
| 22.     | 5 lutego  | 2011 | Crans-Montana | Supergigant     | 1:28,23 min | +4,04 s  | Elena Curtoni           |
| DSQ2    | 1 marca   | 2012 | Roccaraso     | Slalom          | 1:42,69 min | -        | Stephanie Brunner       |
| 18.     | 5 marca   | 2012 | Roccaraso     | Supergigant     | 1:06,99 min | +2,47 s  | Annie Winquist          |
| 12.     | 5 marca   | 2012 | Roccaraso     | Supergigant     | 1:06,99 min | +0,85 s  | Annie Winquist          |
| 2.      | 5 marca   | 2012 | Roccaraso     | Drużynowo       | ?           | -        | Słowenia                |
| DNF1    | 21 lutego | 2013 | Québec        | Slalom          | 1:52,10 min | -        | Magdalena Fjällström    |
| 27.     | 22 lutego | 2013 | Québec        | Gigant          | 2:22,23 min | +2,86 s  | Lisa-Maria Zeller       |
| DNF     | 24 lutego | 2013 | Québec        | Supergigant     | 1:00,89 min | -        | Stephanie Venier        |
| 17.     | 26 lutego | 2013 | Québec        | Zjazd           | 1:11,18 min | +1,24 s  | Jennifer Piot           |
| 2.      | 27 lutego | 2014 | Jasná         | Gigant          | 1:52,86 min | +0,27 s  | Marta Bassino           |
| DNF2    | 28 lutego | 2014 | Jasná         | Slalom          | 1:36,09 min | -        | Petra Vlhová            |
| DNF     | 3 marca   | 2014 | Jasná         | Supergigant     | 1:14,71 min | -        | Corinne Suter           |
| DNF1    | 3 marca   | 2014 | Jasná         | Superkombinacja | 2:11,34 min | -        | Elisabeth Kappauer      |
| 22.     | 5 marca   | 2014 | Jasná         | Zjazd           | 1:24,19 min | +2,58 s  | Corinne Suter           |

### Puchar Świata

#### Miejsca w klasyfikacji generalnej
- sezon 2013/2014: -
- sezon 2014/2015: 107.
- sezon 2015/2016: -
- sezon 2018/2019: 107.
- sezon 2019/2020: -
- sezon 2020/2021: -
- sezon 2021/2022: 76.

#### Miejsca na podium w zawodach
Pichler nie stawała na podium zawodów PŚ.